# Ван Влек (лунный кратер)
Кратер Ван Влек (лат. Van Vleck) — ударный кратер в экваториальной части видимой стороны Луны. Название присвоено в честь американского астронома и математика Джона ван Влека (1833—1912) и утверждено Международным астрономическим союзом в 1976 г. Образование кратера относится к раннеимбрийской эпохе.

## Описание кратера

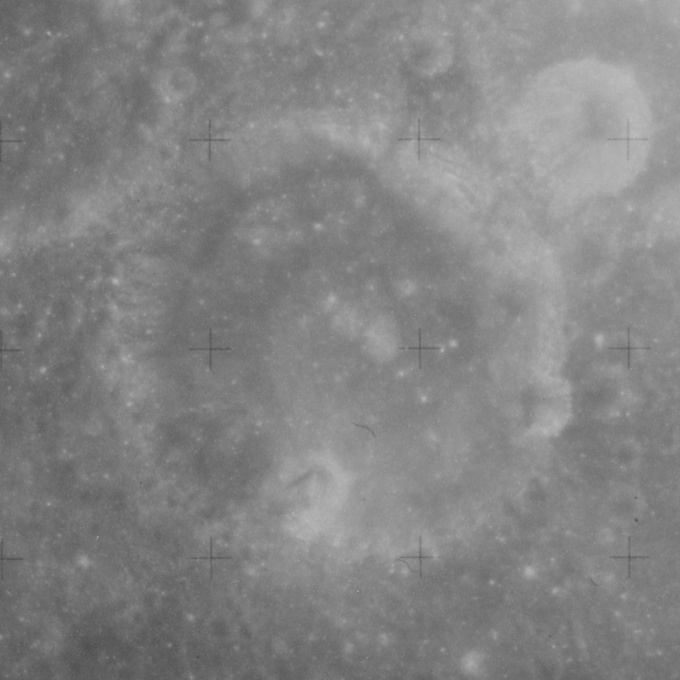
Снимок кратера с борта Аполлона-16.

Ближайшими соседями кратера являются кратер Вейерштрасс на северо-западе; кратер Дженкинс на севере; кратеры Эйвери и Каррильо на востоке; кратеры Гейсслер и Гилберт юго-западе. На востоке от кратера располагается Море Смита. Селенографические координаты центра кратера 1°46′ ю. ш. 78°12′ в. д. / 1,77° ю. ш. 78,2° в. д., диаметр 33,5 км, глубина 3,03 км.
Кратер имеет близкую к циркулярной форму, вал кратера практически не подвергся разрушению. Южная часть внутреннего склона вала перекрыта небольшим кратером. Высота вала над окружающей местностью 930 м, объем кратера составляет приблизительно 660 км³. Дно чаши кратера сравнительно ровное, с центральным пиком несколько смещенным к северу.
До получения собственного наименования в 1976 г. кратер имел обозначение Гилберт М (в системе обозначений так называемых сателлитных кратеров, расположенных в окрестностях кратера, имеющего собственное наименование).

## Сателлитные кратеры
Отсутствуют.